# 26998 Iriso
26998 Iriso è un asteroide della fascia principale. Scoperto nel 1997, presenta un'orbita caratterizzata da un semiasse maggiore pari a 3,2134283 UA e da un'eccentricità di 0,1819499, inclinata di 14,64629° rispetto all'eclittica.